# Hordzieżka (przystanek kolejowy)
Hordzieżka – przystanek kolejowy w Woli Okrzejskiej, w woj. lubelskim, w Polsce.

## Ruch pasażerski
| Rok  | Wymiana pasażerska na dobę |
| ---- | -------------------------- |
| 2017 | 20-49                      |
| 2022 | 20-49                      |